# Roveredo
Roveredo (toponimo italiano; in tedesco Rofle, desueto, in dialetto ticinese Rorè) è un comune svizzero di 2 995 abitanti del Canton Grigioni, nella regione Moesa della quale è il capoluogo. Trattasi del comune più meridionale di tutto il Canton Grigioni. Da non confondere con l'ex comune ticinese di Roveredo, incorporato nel 2001 nel comune di Capriasca.

## Geografia fisica
Situato in Val Mesolcina, dista 13 km da Bellinzona e 105 km da Coira. Il punto più elevato del comune è la Cima dello Stagn (2 382 m s.l.m.), che segna il confine con Grono e Dosso del Liro; è il comune più meridionale del Canton Grigioni.
La città sorge alla convergenza della Moesa con il torrente Traversagna e con l'omonima valle per cui è uno snodo importante per i sentieri che portano al Passo San Jorio e ad altri passi minori che collegano con il Lago di Como.
La posizione alla confluenza tra Moesa e torrente Traversagna non ha sempre giovato alla cittadina soprattutto perché il torrente ha una portata a volte irregolare, correndo tra strette gole, e quindi provoca inondazioni a volte violente. Si ricordano infatti le inondazioni del 1799 e quella del 1834. Oggi la situazione è in parte migliorata grazie alla Diga della Roggiasca che in parte regola la portata del Traversagna.

## Storia
Probabilmente era già abitata in epoca romana in quanto alcuni scavi hanno portato alla luce monete romane di rame e bronzo e una necropoli romana.
Giovanni Antonio a Marca la identifica con la città romana di Camponium divenuta poi Rogored.
Il nome Rogored si deve appunto all'erezione di una prima parrocchia dove era la chiesa di San Giorgio (ora scomparsa) nella zona più alta del paese sulla riva sinistra della Moesa ai piedi del monte laddove c'era un folto bosco, da cui appunto il nome di "rogoredo", cioè "bosco di roveri".
Nell'epoca longobarda fu divisa in quattro degagne: Campagna (l'attuale S. Giulio), San Fedele, Toveda e Oltracqua.
Almeno dall'XI secolo la vicinanza di Roveredo era un feudo della famiglia nobile dei De Sacco fino al 1480 quando Giovanni Pietro de Sacco vendette la signoria di Mesolcina e il castello a Gian Giacomo Trivulzio.
Roveredo iniziò allora a svolgere un ruolo di rilievo nel Moesano proprio durante il periodo in cui faceva parte dei possedimenti della famiglia milanese dei Trivulzio e, anche dal punto di vista religioso, interruppe la sua dipendenza dal capitolo di San Vittore e vide la chiesa di S.Giulio diventare parrocchiale nel 1481.
Roveredo, come Mesocco e Arvigo, ebbe un suo tribunale per cause civili fin dal Medioevo.
Gian Giacomo Trivulzio sviluppò il borgo con lavori pubblici e abbellendo il paese. Nel 1487, quando i Trivulzio ottennero la conferma della contea e il diritto di batter moneta, fu a Roveredo che venne stabilita la zecca.
La distruzione del castello di Mesocco nel 1526 da parte delle Tre Leghe confermò la posizione predominante di Roveredo nel Moesano rispetto al borgo di Mesocco che era stato la sede della contea durante la dominazione della famiglia De Sacco grazie anche alle opere difensive che includevano il castello Trivulzio sulla sponda destra e le torri di Beffan e dell'Ara sulla sponda sinistra della Moesa.
Nel 1549 Roveredo passò sotto ai Grigioni cosÌ come tutta la val Mesolcina.
I locarnesi seguaci della Riforma protestante furono costretti dai confederati a lasciare la città e il baliaggio di Locarno nel 1555, trovando accoglienza a Roveredo; il 1º maggio 1555 ripresero l'esodo verso Zurigo, valicando il passo del San Bernardino ancora in parte innevato.
Nel 1583 il cardinale Carlo Borromeo aveva organizzato una serie di processi per stregoneria nella Val Mesolcina e nello specifico aveva mandato a Roveredo Francesco Borsato, noto canonista e inquisitore, ad indagare soprattutto l'operato del prevosto di San Vittore, ma residente a Roveredo, Domenico Quattrino, detto Baldé, di cui gli era stato riferito che era stato visto "nei congressi notturni ballare in abito sacerdotale col demonio". 
Il Borsato istituì numerosi processi e non solo confermò le accuse di stregoneria, ma riferì che la situazione era più grave del previsto per cui condannò molte donne al rogo. La grave situazione richiamò sul posto Carlo Borromeo che confermò le sentenze e vi aggiunse anche la condanna del prevosto. Undici anziane donne e il prevosto vennero dati alle fiamme legati su tavole di legno di fronte alla popolazione.
In realtà le accuse di stregoneria erano legate all'adesione di queste persone alla riforma religiosa come riportato da alcuni storici. Tuttavia le notizie del rogo del prevosto forse sono incorrette perché risulta che lo stesso prevosto fosse vivo diversi anni dopo ma che fosse stato degradato.

## Leggende
La leggenda racconta che nel 1330 morì a Roveredo il sarto Giulio Bologna che era un uomo arricchitosi in poco tempo negli ultimi anni della sua vita non per le sue origini aristocratiche ma perché si diceva avesse scoperto una fonte nel territorio comunale che produceva acqua mista a polvere d'oro ma che era morto senza aver potuto rivelare dove si trovasse. 
La storia, trasmessa da Giovanni Antonio a Marca, si collega con la notizia riportata dallo stesso che nella stessa Roveredo e a Grono, nella zona del Sasso della Paglia, ci fossero delle vene aurifere.

## Monumenti e luoghi d'interesse

### Architetture religiose
- Chiesa parrocchiale cattolica di San Giulio nel quartiere San Giulio, attestata dal 1219[4][8];
- Chiesa di Sant'Antonio Abate nel quartiere Sant'Antonio, eretta nel XIV secolo e ampliata nel 1620 circa[4][8];
- Chiesa di San Rocco nel quartiere Carasole, attestata dal 1481[4][8];
- Chiesa della Madonna del Ponte chiuso o di Sant'Anna nel quartiere San Fedee, attestata dal 1524 e ampliata nel XVII secolo in stile manierista e barocco[4][8][19] di cui è uno degli esempi più interessanti della Mesolcina[20][19].

### Architetture civili
- Case borghesi edificate tra XVI e XVII secolo, in particolare nella Piazza del Mercato:[19]
  - Casa Zuccalli;[19]
  - Casa delle Grida;[19]
  - Casa di Mazio;[19]
  - Torre di Beffan[senza fonte].

### Altro
- Diga della Roggiasca, diga ad arco che ha creato il lago artificiale di Roggiasca[21].

## Società
Quale capoluogo regionale e comune maggiormente popolato della Regione Moesa, Roveredo ospita decine di associazioni sportive e culturali attive sia in ambito prettamente locale che regionale. Tra le associazioni più antiche spiccano la Società Filarmonica Roveredo fondata nel 1873, la Società Federale Ginnastica di Roveredo fondata nel 1919 e il Moesano Calcio 1929 fondato, come indicato nella ragione sociale, nell'anno 1929.

### Evoluzione demografica
L'evoluzione demografica è riportata nella seguente tabella:
Abitanti censiti

## Cultura

### Istruzione
La prima scuola risale al 1572 e nel 1583 Carlo Borromeo vi fondò il collegio dei gesuiti, che ebbe però vita breve.
Nel 1747 fu aperto il ginnasio de Gabrieli, attivo fino al 1853, e nel 1855 il collegio San Giulio, poi Sant'Anna.
Oggi Roveredo dispone di una scuola elementare e di una scuola secondaria SEC/SAP.

### Eventi
Nel comune si tengono la "fiera di maggio" e la "festa di Sant'Anna", che comprende anche la fiera di Sant'Anna. Un'altra manifestazione di richiamo è quella del carnevale locale, la Lingera: in sei giorni attira oltre ventimila visitatori provenienti dai Grigioni, dal Ticino e dall'estero.

## Geografia antropica
Il comune di Roveredo è composto da una ventina di antichi e diversi nuclei che sono sorti sulle rive opposte del fiume Moesa; un tempo alcuni di essi rappresentavano le degagne di Campagna, San Fedele, Toveda e Oltracqua.

### Frazioni
Tra le frazioni di Roveredo figurano:
- Beffan[senza fonte]
- Carasole[8]
- Piazza[8] o Piazzetta, centro del paese sia dal profilo geografico sia economico[senza fonte]
- San Giulio (anticamente Campagna)[4][8]
- San Fedele[4]
- Sant'Antonio[8]
- Vera[senza fonte]

## Economia
Nel XIX secolo vi sorgeva un maglio per la metallurgia considerato importante per la valle e una filanda per la seta per filare quanto prodotto da tutta la valle.
La città era famosa anche per la fiera del bestiame che si teneva il 26 ottobre di ogni anno e per il mercato.

## Infrastrutture e trasporti
Roveredo ha avuto molta importanza per la Mesolcina come snodo stradale. Fin dall'antichità Roveredo era collegata con la parte finale della Val Mesolcina da due strade che correvano parallele alla Moesa: la strada sulla destra della Moesa, che segue il tracciato dell'attuale cantonale, e la strada sulla sinistra, detta Bassa, che sembra essere più antica.
La città era importante fin dal XIX secolo come centro per lo smistamento della posta nella valle in quanto si trovava sulla strada di comunicazione con le diligenze che congiungeva Bellinzona a Coira.
È servito a nord-est dall'omonima uscita dell'A13/E43 e a ovest dal semisvincolo di San Vittore. L'autostrada A13 in passato attraversava l'abitato dividendolo in due e producendo un grande impatto sull'ambiente e sull'aspetto di Roveredo ma una nuova circonvallazione, parzialmente in galleria, è stata ultimata nel 2014 deviando il traffico autostradale.
Fino al 2015 era attiva pure la stazione di Roveredo della ferrovia Bellinzona-Mesocco (linea Castione-Cama), non più in servizio dal 1972, ora del tutto dismessa.